# Précy-le-Sec
Précy-le-Sec is een gemeente in het Franse departement Yonne (regio Bourgogne-Franche-Comté) en telt 278 inwoners (2005). De plaats maakt deel uit van het arrondissement Avallon.

## Geografie
De oppervlakte van Précy-le-Sec bedraagt 15,4 km², de bevolkingsdichtheid is 18,1 inwoners per km².
De onderstaande kaart toont de ligging van Précy-le-Sec met de belangrijkste infrastructuur en aangrenzende gemeenten.

## Demografie
Onderstaande figuur toont het verloop van het inwonertal (bron: INSEE-tellingen).